# Tina Hergold
Tina Hergold (ur. 18 października 1981) – słoweńska tenisistka, reprezentantka kraju w Pucharze Federacji.

## Kariera tenisowa
W karierze wygrała trzy turnieje singlowe i dziewięć deblowych rangi ITF. 4 grudnia 2000 zajmowała najwyższe miejsce w rankingu singlowym WTA Tour – 157. pozycję, natomiast 20 listopada 2000 osiągnęła najwyższą lokatę w deblu – 143. miejsce.
W 2001 roku podczas Australian Open zadebiutowała w zawodach wielkoszlemowych, przegrywając w pierwszej rundzie w turnieju gry podwójnej.
W latach 1999–2000 reprezentowała kraj w zmaganiach o Puchar Federacji. Łącznie rozegrała cztery mecze, zwyciężając w dwóch z nich.

## Wygrane turnieje rangi ITF
| turnieje z pulą nagród 100 000 $ |
| turnieje z pulą nagród 75 000 $  |
| turnieje z pulą nagród 50 000 $  |
| turnieje z pulą nagród 25 000 $  |
| turnieje z pulą nagród 15 000 $  |
| turnieje z pulą nagród 10 000 $  |

### Gra pojedyncza
|    | Data       | Turniej  | Naw.    | Przeciwniczka    | Wynik            |
| 1. | 18/07/1999 | Puchheim | Ceglana | Adriana Gerši    | 3:6, 7:6(4), 6:3 |
| 2. | 10/03/2002 | Makarska | Ceglana | Maria Wolfbrandt | 3:6, 6:3, 7:5    |
| 3. | 14/04/2002 | Makarska | Ceglana | Ivana Lisjak     | 6:4, 6:2         |

### Gra podwójna
|    | Data       | Turniej       | Naw.    | Partnerka           | Przeciwniczki                           | Wynik         |
| 1. | 15/06/1997 | Velenje       | Ceglana | Tina Pisnik         | Helena Fremuthová Aneta Soukup          | walkower      |
| 2. | 24/08/1997 | Maribor       | Ceglana | Tina Pisnik         | Nives Ćulum Tina Hojnik                 | 6:3, 6:2      |
| 3. | 09/03/2002 | Makarska      | Ceglana | Jewhenija Sawranśka | Ivana Abramović Lenka Tvarošková        | 5:7, 6:3, 7:5 |
| 4. | 17/03/2002 | Makarska      | Ceglana | Jewhenija Sawranśka | Silvia Disderi Zuzana Hejdová           | 6:3, 7:5      |
| 5. | 13/04/2002 | Makarska      | Ceglana | Petra Cetkovská     | Daniela Casanova Marijana Kovačević     | 7:5, 6:2      |
| 6. | 02/06/2002 | Mostar        | Ceglana | Sandra Naćuk        | Katarina Mišić Katalin Marosi           | 6:3, 6:3      |
| 7. | 23/06/2002 | Gorycja       | Ceglana | Sandra Naćuk        | Arantxa Parra Santonja Carla Tiene      | 6:4, 6:3      |
| 8. | 28/07/2002 | Český Krumlov | Ceglana | Katalin Marosi      | Gabriela Navrátilová Milena Nekvapilová | 7:6(2), 7:5   |
| 9. | 25/08/2002 | Maribor       | Ceglana | Eszter Molnár       | Alona Bondarenko Olga Kalużnaja         | 6:1, 6:1      |